# Holoaden bradei
Holoaden bradei is een kikker uit de familie Craugastoridae. De soort werd voor het eerst wetenschappelijk beschreven door Berta Lutz in 1958.
De kikker komt endemisch voor op de hoogvlaktes van Agulhas Negras in de staat Rio de Janeiro in het zuid oosten van Brazilië op hoogtes 2400 tot 2600 meter boven het zeeniveau.
Holoaden bradei werd voor het laatst gezien in 1976 en werd bedreigd door het verlies van habitat door toeristische activiteiten van de mens en extreme klimaatsveranderingen.